# Poecilochorema evansi
Poecilochorema evansi là một loài Trichoptera trong họ Hydrobiosidae. Chúng phân bố ở miền Australasia.